# Всичко, което винаги сте искали да знаете за секса, но сте се страхували да попитате
„Всичко, което винаги сте искали да знаете за секса, но сте се страхували да попитате“ (на английски: Everything You Always Wanted to Know About Sex * But Were Afraid to Ask) е комедия, режисирана от Уди Алън, която излиза на екран през 1972 година.

## Сюжет
Надписите в началото и края на филма се играят на фона на бели зайци, под мелодията на Let's Misbehave от Коул Портър. Филмът се състои от седем сегмента:
1. Действат ли афродизиаците?
Придворен шут дава любовен еликсир на кралицата, но е осуетен от нейния пояс на целомъдрието. (Навсякъде има препратки към Хамлет на Шекспир).
2. Какво е содомия?
Д-р Рос се влюбва в партньорката на арменски пациент, овца.
3. Защо някои жени имат проблеми с достигането на оргазъм?
Джина е жена, която може да достигне оргазъм само на публични места. (Сегментът е почит на Уди Алън към филма „Казанова '70“, и към италианското кино като цяло, Микеланджело Антониони и Федерико Фелини).
4. Хомосексуални ли са трансвеститите?
Сам Мъсгрейв е женен мъж на средна възраст, който експериментира с дамски дрехи.
5. Какво представляват сексуалните перверзници?
Сегмента е пародия на телевизионното игрално шоу What's My Line?, наречен „Каква е моята перверзия?“, заснет в черно-бял кинескопски стил и с водещ Джак Бари. Четиримата участници в предаването се опитват да отгатнат перверзията на състезателя. Те не успяват да отгатнат, че перверзията на състезателя е „Харесва да се показва в метрото“. После се представя втори сегмент от шоуто, в който избран зрител (в случая равин), трябва да изиграе своята фантазия за „робство и унижение“, докато жена му яде свинско.
6. Точни ли са откритията на лекарите и клиниките, които извършват сексуални изследвания и експерименти?
Виктор е изследовател на секса, заедно с журналистката Хелън Лейси, посещават д-р Бернардо, изследовател, който преди е работил с „Мастърс и Джонсън“, но сега има собствена лаборатория заедно с лаборант на име Игор. След като виждат серия от странни сексуални експерименти в лабораторията и разбират, че Бернардо е луд, те бягат, преди Хелън да стане обект на друг негов експеримент. Сегментът кулминира със сцена, в която провинцията е тероризирана от гигантска гърда беглец, създадена от изследователя. (Първата част от този сегмент е пародия на „Булката на чудовището“ (1955) на Ед Ууд, и по-специално на „Неземното“ (1957), в който също участва Джон Карадайн. Втората част пародира много от филмите за гигантски чудовища от 1950-те години).
7. Какво се случва по време на еякулация?
Подобен на НАСА център за контрол на мисията в мозъка на мъж се вижда, докато той се включва в сексуален контакт с възпитаничка на Нюйоркски университет (знанието, че тя е завършила Нюйоркския университет, гарантира коитален успех). Докато той постига оргазъм, подобните на войници, облечени в бяла униформа сперматозоиди са изпратени като парашутисти в голямото неизвестно.

## В ролите
| Актьор        | Роля                            |
| ------------- | ------------------------------- |
| Уди Алън      | Виктор/Фабрицио/Глупакът/Сперма |
| Джон Карадайн | д-р Бернардо                    |
| Лу Джейкъби   | Сам Мъсгрейв                    |
| Луиз Ласър    | Джина                           |
| Антъни Куейл  | Кралят                          |
| Тони Рандал   | Оператора                       |
| Лин Редгрейв  | Кралицата                       |
| Бърт Рейнолдс | Шеф на таблото за сперматозоиди |
| Джийн Уайлдър | д-р Рос                         |

## Цензура
Филмът е забранен в Ирландия на 20 март 1973 г. Съкратена версия е приета през 1979 г. и пусната на екран през 1980 г., като премахва сцената, отнасяща се до любов към овца, също и сцената, където мъж прави секс с хляб. Забраната на пълната версия в крайна сметка е премахната.